# Luzenac AP
Luzenac AP (Luzenac Ariège Pyrénées) – francuski klub piłkarski z siedzibą w Luzenac. Został założony w 1936 roku. Ich domowy stadion to Stade Paul Fédou o pojemności około 1600. Barwy zespołu są czerwono – niebieskie. W tej chwili klub gra na siódmym poziomie rozgrywkowym ze względu na zdegradowanie ich przez francuski związek piłkarski, mimo awansu do Ligue 2 w sezonie 2013/2014.

## Historia występów w trzeciej lidze
| Sezon   | Liga     | Miejsce                         | Nazwa      |
| ------- | -------- | ------------------------------- | ---------- |
| 2009/10 | National | 9.                              | US Luzenac |
| 2010/11 | National | 12.                             | US Luzenac |
| 2011/12 | National | 15.                             | US Luzenac |
| 2012/13 | National | 12.                             | Luzenac AP |
| 2013/14 | National | 2. (degradacja do siódmej ligi) | Luzenac AP |

## Reprezentanci kraju grający w klubie
stan na listopad 2023
|  | - Josep Ayala - Antoni Sivera - Anthony Koura - Amiran Sanaia - Pierre Mercier - Saïd Abou Doukaini - Mamadou Bagayoko - Khalid Boutaïb |  | - Abderrahman Kabous - Oumar Ibrahima N'Diaye - Kévin Fortuné - Christophe Lowinsky - Jonathan Justin - Tafsir Saliou Ngom - Senah Mango - Zéphirin Zoko |